# نوک‌آباد (ایرندگان، یک)
نوک‌آباد روستایی در دهستان کهنوک بخش ایرندگان شهرستان خاش استان سیستان و بلوچستان ایران است.

## جمعیت
بر پایه سرشماری عمومی نفوس و مسکن در سال ۱۳۹۵ جمعیت این مکان ۹۱ نفر (۳۸خانوار) بوده‌است.